# 정용기 (1862년)
정용기(1862년~1907년)는 한국의 독립운동가로서 1962년 건국훈장 독립장을 추서받았다. 그는 1905년 을사조약이 강제 체결되자 각지에 통문을 보내 일제의 침략상을 규탄하였다. 1906년 아버지가 고종으로부터 항일거병의 뜻이 담긴 밀지를 받자 거병을 간청하였다.
그 해 6월에 영덕으로 내려가 이한구(李韓久)·이지포(李芝圃) 등과 대구 등지에서 의병 600여 명을 규합, 거병한 뒤 산남의진의 의병진을 만들었다. 이후 청송·의성·영덕·영해·영양·평해·울진·삼척 등지를 전전하면서 일본군을 기습 공격하여 많은 성과를 거두었다.
1907년 10월 입암에서 전개된 영천수비대와의 전투에서 이한구·손영각(孫永珏)·권규섭(權奎燮) 등과 함께 일본군의 흉탄을 맞아 순절하였다.

## 초년기
정용기는 1862년 12월 13일 경상도 영천군 자양면 검단동(현 경상북도 영천시 자양면 충효리 검단마을)에서 부친 정환직과 모친 여강 이씨 사이에서  태어났다.< 그는 연일 정씨 지주사공파(知奏事公派) 파조 정습명(鄭襲明)의 26대손이며, 임진왜란 때 의병을 조직해 영천성을 탈환한 의병장 정세아(鄭世雅)의 11대손이다.
그는 어렸을 때 집안 형편이 어려워 공부를 하지 못하고 아버지를 따라 각지를 떠돌았다. 1876년 15살의 나이로 친척들이 살고 있는 김산군 파미면 봉계동(현 김천시 봉산면 예지리)로 이사해 그곳에서 10년간 지낸 뒤 다시 영천군 자양면을 거쳐 청하현 죽북면 현내동 창리(현 포항시 북구 죽장면 현내리 창리마을)로 이사했다. 그는 그곳에서 이한구(독립운동가), 정순기(鄭純基), 손영각과 깊은 우정을 다졌다.
1887년 부친이 관직에 오르자, 정용기는 상경해 부친을 곁에서 모셨다.

## 을사의병

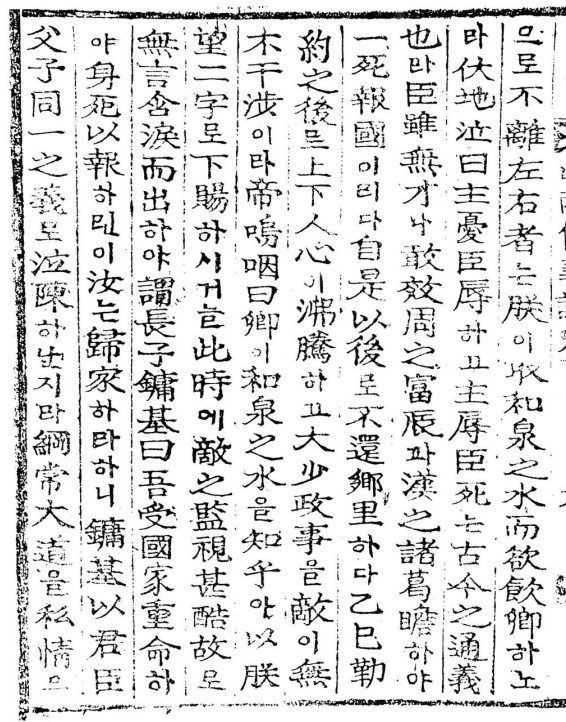
『산남창의지山南倡義誌』 중 고종에게 밀지를 받는 내용

을사늑약으로 일제의 침략 책동이 노골적으로 드러나자 국가 존망에 대한 위기의식은 궁궐 안팎으로 점점 더 높아져 갔다. 이러한 때인 1905년 12월 5일, 고종은 시종관인 정환직을 불러 “경은 화천(華泉)의 물을 아는가?”라고 말한 뒤 ‘짐망(朕望, 짐은 바라노라)’이라는 두 자로서 밀지를 내렸다
정환직과 정용기는 영남 일대를 돌며 동지들을 규합했다. 정용기는 1905년 12월 10일 영남으로 내려간 뒤 친구 이한구, 정순기, 손영각을 만나 모든 것을 의논하고 계획했다. 이윽고 1906년 1월 영천창의소를 설치한 그는 고종의 밀지를 의병장들에게 보이고는 통문과 격려문 등 각종 선전문을 지어 각지에 배포 했다. 통문에는 일제의 침략으로 5백년 '문명국'이 없어지고 2천만 '생령'이 멸절될 위기에 닥쳤다면서 국세를 만회하고 백성을 구하고자 의병을 일으켰음을 밝혔다.
1906년 3월 의병의 조직이 갖추어지고 정용기는 대장에 오른 뒤 의병진 명칭을 산남의진(山南義陣)으로 정하고 부대를 편성했다. 산남의진은 정용기를 대장으로 삼고, 충군, 참모장, 소모장, 도총장, 선봉장, 후봉장, 좌영장, 우영장, 연습장, 도포장, 좌익장, 우익장, 좌포장, 우포장, 장영집사, 군문집사 등 16개 부서로 나누어 편성했다. 각 부 장령은 본영의 지휘에 따라 각기 50~100명의 소부대를 지휘했다.

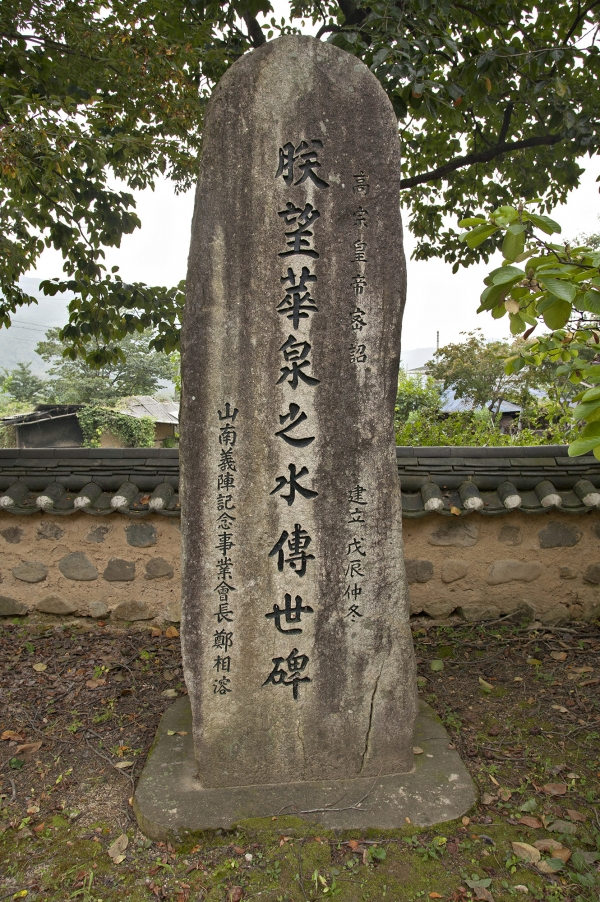
경상북도 영천시에 위치하고 있는 ‘짐망화천지수 전세비’이다. 고종이 정환직에게 내린 밀지에 대한 내용이다.

이렇게 의병을 갖춘 정용기는 1906년 3월 15일 북상을 개시해 신돌석의 의병대와 합세하려 했다. 그러던 1906년 4월 28일, 경주진위대 병사들이 그를 찾아와 부친 정환직이 서울에서 체포되었다는 소식을 전했다. 그러나 이것은 함정이었다. 정용기는 경주에 이르자마자 경주진위대에게 체포되었고 대구경무소에 압송되었다. 산남의진은 본격적인 활동전에 대장이 체포되었고 이에 중군장 이한구 체제로 항일전을 펼쳤다. 1906년 6월 1일에는 영덕의 강구항을 공격하여 일본인 어부를 처단하였지만, 일본군수비대의 집중적인 탄압을 받게되었다. 이에 산남의진은 정용기 의병장이 석방된 후에 재기할 것을 기약하며 1906년 7월 의병을 해산하였다.

## 국채보상운동[4]
정용기는 1906년 9월 부친 정환직의 노력으로 석방되었다. 이 때에 대구에서 대구 광문사 사장 김광제ㆍ부사장 서상돈 등이 국채보상운동을 일으켰다. 이것은 일제가 만든 외채 1,300만원을 정부가 갚을 형편이 못되기 때문에 우리 국민의 손으로 갚고자 한 일종의 경제적 민족운동이었다. 이 운동은 순식간에 전국적으로 퍼져나갔고, 경북지역에서도 고령ㆍ성주ㆍ김천ㆍ상주 등 여러 지역에서 여러 관련 단체들이 조직되어 동참하였다. 영천지역에서는 ‘영천군 국채보상단연회’가 조직되었으며 선생은 회장으로 취임하여 영천지역 국채보상운동을 이끌었다.

## 산남의진의 재기
이후 부친으로부터 의병을 다시 일으키라는 지시를 받고 영천군 단연회 회장 직을 자양면 용산리 원각마을의 유학자 이태일(李泰一)에게 넘긴 정용기는 의병을 일으킬 준비에 착수했다. 그는 옛 부장들을 만나 의논한 뒤 1907년 4월 초순부터 의병 모집에 착수했다. 1907년 4월 중순 신남의진을 재건한 정용기는 대장에 취임했다.
1907년 7월, 정용기는 본진 300명을 2대로 나누어 제 1대는 죽장에서 천령을 넘고, 제 2대는 신광에서 여령을 넘어 청하읍을 공격하게 했다. 본진이 7월 17일 청하읍을 공격하자, 청하읍 수비대는 동해로 퇴각했다. 이후 정용기는 읍내에 들어가 창고의 무기들을 몰수하고 분파소와 건물 등을 불태운 뒤 미처 도주하지 못한 한인 순사 1명을 처단했다. 이후 천령으로 돌아와 몰수한 무기 가운데 불필요한 것들을 천령 산속에 숨겨뒀다.
얼마 후, 일본군 대부대가 포항으로 들어왔다는 척후병의 보고를 접수한 정용기는 장령들과 의논한 뒤 일본군을 피하기로 결정하고 죽장으로 이동했다. 그는 죽장에서 주변 지역을 돌며 무기와 탄약을 보충한 뒤 북상하기로 하고 청송으로 들어가려 했지만 비가 와서 길이 끊기자 영천군 신녕면 방면으로 나아갔다. 이후 영천 화북면 자천을 거쳐 청송 일대로 들어간 그는 일본군이 영천에서 본군을 추격해 북상하고 있다는 보고를 접했다. 이에 그는 곧바로 본진을 2대로 나누어 영천 화북에서 청송 현서로 넘어가는 고개 마루에 매복시켰다.

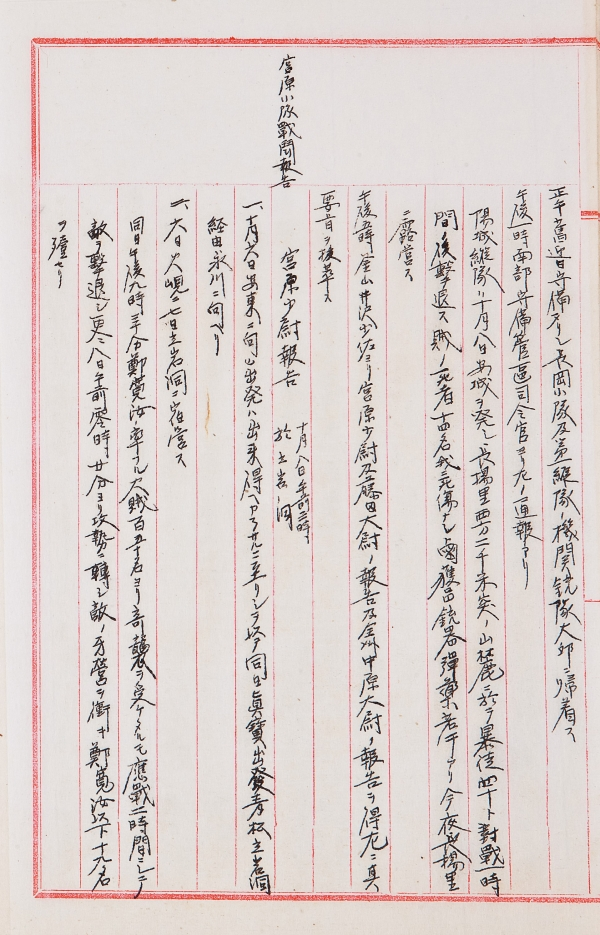
『진중일지』는 의병을 탄압한 일본군의 기록을 담은 책으로 정용기가 순국한 입암 전투에 관한 부분이다.

그러나 일본군이 나타나지 않자, 그는 군사를 거두어 청송 현서면 벌전으로 나아가 의성읍을 공격하려 했지만 기밀이 누설되자 청송군 안덕면으로 이동했다. 8월 14일 청송 안덕면 신성에 도착한 그는 신돌석 부대로부터 청송군 일대에 일본군이 도사리고 있다는 소식을 접하자 본진을 3대로 나누어 주요 지점마다 매복시켰다. 얼마 후 일본군 보병 제14연대 제12중대 1개 소대 30명이 신성에 들어오자, 그는 의병대를 이끌고 이들을 요격했다. 일본군은 몇 시간 동안 전투를 치르다가 현동 추강 뒷산으로 퇴각했고, 의병대 측은 부장 이치옥(李致玉)이 전사했다.
8월 24일, 일본군 영천수비대가 한국인 보조원인 영천관포를 앞세워 자양으로 들어온다는 정보를 입수한 정용기는 자양으로 150명의 병력을 파견해 일본군 1명과 영천관포들을 사로잡았다. 영천관포들은 동포들이었기에 타일러 보냈지만 일본군 1명은 참수했다. 이후 그는 군사 300명을 이끌고 청하읍을 공격해 적 1명을 사살하고 분파소 및 관계 건물을 소각한 뒤 천령으로 회군했다. 이동할 때는 농민이나 상인 등으로 위장해 일본군의 추적을 따돌렸다.
정용기는 정환직의 지시에 따라서 북상을 준비했고 이에 의진 100여명 정도가 경주 매현리에 모였다. 1907년 10월 6일 새벽 4시경 일본군이 청송에서 죽장으로 이동한다는 보고가 들어왔다. 정용기는 일본군이 입암에 유숙할 것을 예측하고 의병대를 매복시켰다. 그러나 매복해있던 이세기 부대가 성급히 공격해 일본군 영천 수비대의 역습을 받았다. 이에 입암전투에서 대장 정용기, 중군장 이한구, 참모장 손영각, 좌영장 권규섭 등 수십명이 전사하였다. 입암전투의 패배로 산남의진은 무너지고 활동은 중단되었다.

## 이후
정용기가 죽고 난후 정환직은 1907년 10월 아들의 뒤를 이어 의병장에 올랐다. 정환직은 영일의 복동대산으로 의진의 근거지를 옮겼다. 이후 청송의 보현산과 영일의 동대산 일대를 근거지로 삼아 항일투쟁을 펼쳤다. 이후 1907년 11월 26일 흥해를 공격하여 순검을 사살하고 가옥과 건물을 소각시켰고 영덕으로 이동하던 중 새벽 유암에서 일본군의 기습을 받아 영장 남경숙이 전사했고 의진은 무기와 탄약의 결핍으로 전력이 약화되어 갔다. 이후 정환직은 북상을 위해 의진을 해산하고 의병들에게 관동에 집결하라고 지시하였다. 이후 그는 북상하며 청하에서 잠시 병을 치료하던 중 1908년 1월 14일 일본군수비대에 체포되고 영천의 남교에서 총살로 인해 순국하였다.
정환직이 순국한 후 정환직의 후임으로 1908년 3월 18일 최세윤이 의병장으로 추대되었다. 최세윤은 경상도 일대에서 지구전을 펴기로 결정해, 본진을 남동대산에 두고 부대를 소규모 분산시켜 보현산, 팔공산, 주왕산, 철령, 주사산 등지에 유격대를 두어 유격전을 전개하도록 하였다. 그러나 최세윤 또한 1908년 8월 장기 용동에서 체포되었다. 이후 이세기와 서종락 김사곡 등이 전사, 체포되면서 산남의진은 와해되고 말았다. 잔여 의병들이 유격전으로 항쟁을 계속하였으나 1910년 고와실전투를 마지막으로 산남의진은 해체되었다.

## 사후
1962년 정부에서의 공로를 인정받아 건국훈장 독립장 추서
2016년 12월 이달의 호국인물 선정

## 산남의진 지휘부
| 의병장   | 정용기 |        |        |          |        |
| 중군장   | 이한구 | 참모장 | 손영각 | 소모장   | 정순기 |
| 도총장   | 이종곤 | 선봉장 | 홍구섭 | 후봉장   | 서종락 |
| 좌영장   | 이경규 | 우영장 | 김태언 | 연습장   | 이규필 |
| 도포장   | 백남신 | 좌익장 | 정치우 | 우익장   | 정래의 |
| 좌포장   | 이세기 | 우포장 | 정완성 | 장영집사 | 최기보 |
| 군문집사 | 이두규 |        |        |          |        |

2대 산남의진
| 의병장   | 정환직 |        |        |          |        |
| 중군장   | 이순기 | 참모장 | 정순기 | 소모장   | 김태환 |
| 도총장   | 구한서 | 선봉장 | 우재룡 | 후봉장   | 박 광  |
| 좌영장   | 이규필 | 우영장 | 김치현 | 연습장   | 김성일 |
| 도포장   | 고 찬  | 좌익장 | 정래의 | 우익장   | 백남신 |
| 좌포장   | 김성극 | 우포장 | 이규환 | 장영집사 | 이규상 |
| 군문집사 | 장성우 |        |        |          |        |

| 의병장   | 최세윤                                                       |                                                              |                                                              |                                                              |
| 중군장   | 권대진                                                       | 참모장                                                       | 정래의                                                       |                                                              |
| 소모장   | 박완식                                                       | 선봉장                                                       | 백남신                                                       |                                                              |
| 도포장   | 이종곤                                                       | 후봉장                                                       | 최치환                                                       |                                                              |
| 좌포장   | 최기보                                                       | 우포장                                                       | 이규필                                                       |                                                              |
| 연습장   | 김성일                                                       | 장영집사                                                     | 이규상                                                       |                                                              |
| 군문집사 | 허서기                                                       |                                                              |                                                              |                                                              |
| 유격장   | 이세기(보현산), 우재룡(팔공산), 서종락(주왕산), 남석구(철령) | 이세기(보현산), 우재룡(팔공산), 서종락(주왕산), 남석구(철령) | 이세기(보현산), 우재룡(팔공산), 서종락(주왕산), 남석구(철령) | 이세기(보현산), 우재룡(팔공산), 서종락(주왕산), 남석구(철령) |

## 같이 보기
- 국채보상운동
- 을사의병
- 정미의병
- 산남의진
- 입암전투

## 참고 문헌
- 『독립운동사1』 , 독립운동사편찬위원회, 1970
- 『독립유공자공훈록 1권』 , 국가보훈처
- 김상기, 『의병전쟁과 의병장』 , 2019.05.20
- 김상기, 『한말의병운동-전기, 중기의병-』 , 2016
- 국가보훈처, 정용기 약전